# Гетерогенний ядерний реактор
Гетерогенний реактор — ядерний реактор, у якому паливо розміщено в сповільнювачі у вигляді тепловидільних елементів тої чи іншої форми.
В гетерогенних реакторах, які працюють на природному урані, застосовують як уповільнювач графіт, важку воду, берилій та його окис, а при роботі на збагаченому урані або плутонії — також важку воду.
Протилежний термін — гомогенний реактор, в якому палива та сповільнювач нейтронів перемішані. Більшість ядерних ректорів гетерогенні.